# Pirofilit
Pirofilit je listast aluminijev hidroksi silikat s kemijsko furmulo Al2Si4O10(OH)2. Pojavlja se v dveh bolj ali manj izrazitih oblikah: v kristaliničnih lističih ali v kompaktnih masah. Izraziti kristali niso znani.
Lističi imajo zaradi popolne razkolnosti po ravninah, vzporednih s površino, izrazit bisern lesk. So upogljivi, vendar ne elastični in so običajno razporejeni radialno v obliki pahljače ali v sferičnih skupinah. Slednji različek se začne pri segrevanju luščiti in nabrekne na večkratno prvotno prostornino. Od tod tudi njegovo ime, ki je sestavljeno iz grških besed pyros – ogenj in   phyllos – list. Takšno ime mu je dal R. Hermann leta  1829. Barva obeh različkov je bela, bledo zelena, sivkasta ali rumenkasta. Oba sta zelo mehka (trdota 1,0 – 1,5) in mastna na otip. Njuna specifična teža je 2,65 - 2,85, zato sta zelo podobna lojevcu.

## Nahajališča
Pirofilit se pojavlja v filitu in škriljastih kamninah, pogosto skupaj s kianitom, iz katerega je nastal. Pojavlja se tudi kot hidrotermalni depozit. Tipični spremljevalni minerali so kianit, andaluzit, topaz, sljuda in kremen. 
Depoziti z dobro kristaliziranim mineralom so v:
- Manuels, Nova Fundlandija in Labrador, Kanada: lojevcu podoben čisto bel pirofilit brez nečistoč; depozit vsebuje 21 milijonov ton minerala
- Berezovsk pri Jekaterinburgu, Ural, Rusija: bledo zelene listaste mase, zelo podobne lojevcu
- St. Niklas, Zermatt, Valais, Švica
- Vaastana, Kristianstad, Švedska
- Okolica Ottrje, Ardeni, Belgija
- Ibitiara, Bahia, Brazilija
- Prefektura Nagano, Japonska
- Okolica Ogilby, Imperial County, Mariposa County in Champion mine, White Mountains, Mono County, Kalifornija, ZDA
- Okolica Quartzsite, La Paz County, Arizona, ZDA
- Pokrajina Deep River, Severna Karolina, ZDA
- Graves Mountain, Lincoln County, Georgia, ZDA
- Pokrajina  Ottosdal, Južna Afrika; mineral se rudari za proizvodnjo različnih uporabnih predmetov; bloki minerala se tržijo za izdelavo skulptur[5]

## Raba
Kompaktni pirofiliti se uporabljajo za svinčnike in krojaške krede (francoska kreda). Na Kitajskem iz njih izdelujejo majhne slike in različne okraske. Za takšne rezbarije uporabljajo tudi druge mehke minerale, na primer lojevec in pinit. Izdelki iz vseh omenjenih mineralov se tržijo kot  agalmatolit in pagodit.
Pirofilit se zlahka obdeluje strojno in je izredno toplotno stabilen, zato se dodaja glini, da se zmanjša temperaturno raztezanje izdelka med žganjem. V kombinaciji z drugimi sestavinami je uporaben tudi drugod, na primer kot insekticid in za proizvodnjo opeke. Na veliko se uporablja tudi v visokotlačnih eksperimentih, predvsem kot tesnilo in medij za prenos tlaka.